# C / NOFS

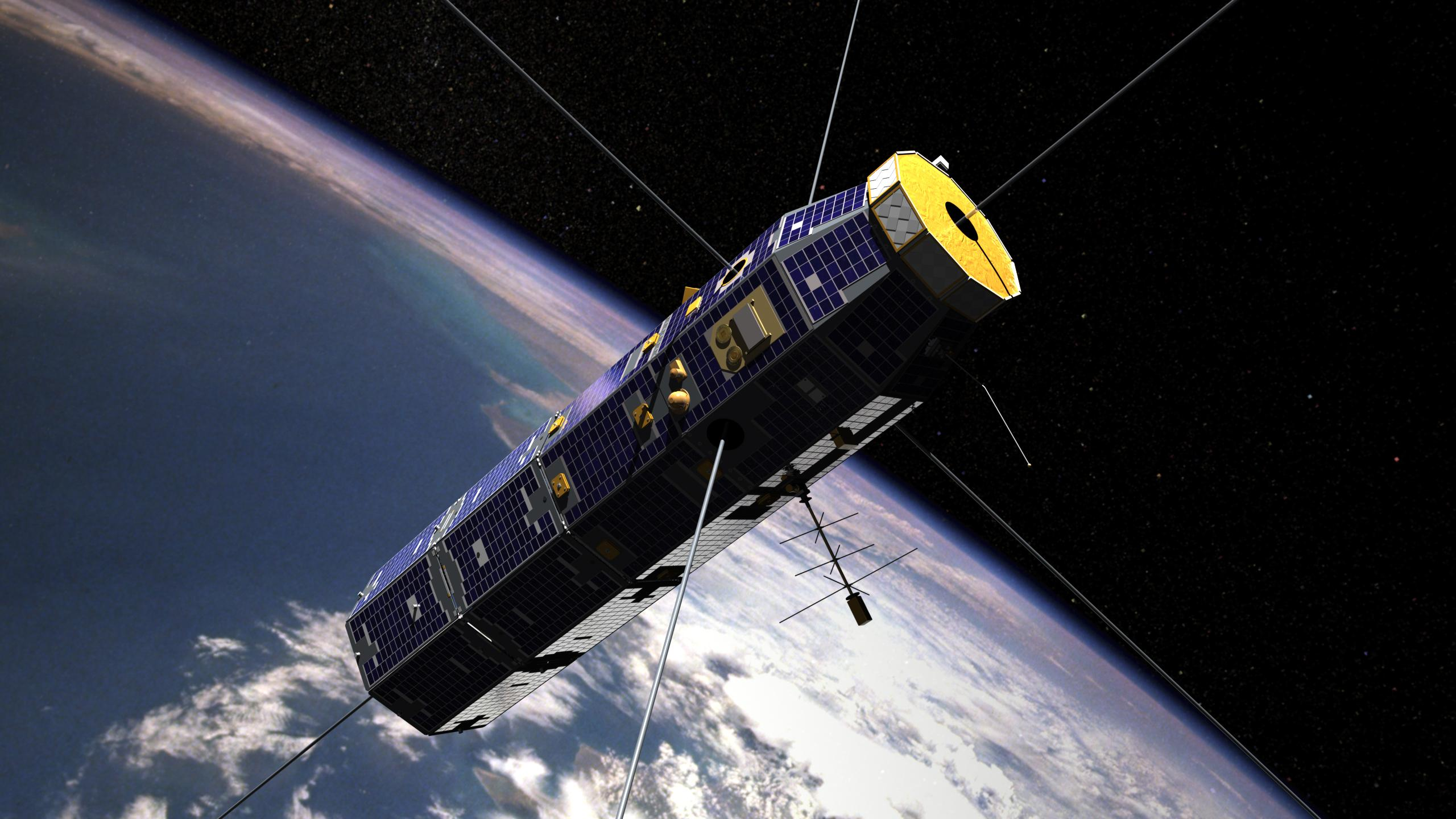
Imagem do C /NOFS em órbita.

O C / NOFS (acrônimo em inglês para: Communications/Navigation Outage Forecasting System) é um satélite estadunidense desenvolvido pelo Laboratório de Pesquisas da Força Aérea dos Estados Unidos para investigar e para prever cintilações na ionosfera superior. Foi lançado em 16 de abril de 2008 com um foguete Pegasus-XL às 17:01:00 UTC do Ronald Reagan Ballistic Missile Defense Test Site, Ilhas Marshall.
O satélite, que é operado pela U.S. Air Force Space Test Program, vai permitir que os militares dos Estados Unidos preveiam os efeitos da atividade da ionosfera nos sinais de comunicação e satélites de navegação, falta de o que poderia causar problemas em situações de batalha.
O C / NOFS tem um sistema de estabilização de três eixos e está equipado com sete sensores. Ele foi colocado em uma órbita baixa da Terra com inclinação orbital de 13°, um perigeu de 400 km e um apogeu de 850 km. Ele carrega o instrumento CINDI (Coupled Ion-Neutral Dynamics Investigation) para a NASA. O Lançamento estava inicialmente prevista para 2003, mas foi adiado devido a uma série de questões.

## Instrumentos
- Ion Velocity Meter
- Planar Langmuir Probe
- Neutral Wind Meter
- Ram Wind Sensor
- Cross Track Sensor
- C/NOFS Occultation Receiver for Ionospheric Sensing and Specification
- Coherent Electromagnetic Radio Tomography
- Vector Electric Field Instrument

## Ligações Externas
- NSSRM - C / NOFS
- Gunter's Space Page C / NOFS
- CINDI home page
- 2008-017A